# Alberto Oliver Gómez de la Vega
Alberto Oliver (Madrid, 13 de agosto de 1983) es un ingeniero industrial del estado y político español. Es conocido por ser diputado autonómicodel grupo Más Madrid en la Asamblea de Madrid

## Experiencia política
En 2017 entra cómo diputado en la asamblea de Madrid en la X legislatura, y ha seguido ejerciendo como diputado en la XI, XII y XIII legislaturas.

## Experiencia profesional
Además de ejercer cómo autónomo, ha trabajado por cuenta ajena en diversas empresas entre las que podemos contar Unilever, Empresarios Agrupados, EADS, Keelwit o El Corte Inglés.
En 2020 aprueba la Oposición de Ingeniero Industrial del Estado.

## Estudios
Ha estudiado Ingeniería industrial en ICAI un Máster de Economía industrial en la UC3M (a falta de la entrega de tesis) actualmente está estudiando el Máster de Políticas Públicas de ESADE.